# Hans Hartz (Sänger)
Hans Hartz (* 22. Oktober 1943 in Lunden; † 30. November 2002 in Frankfurt am Main) war ein deutscher Sänger und Liedermacher.

## Leben
Hartz wuchs in Husum auf und besuchte das dortige Gymnasium, die Hermann-Tast-Schule, wo sein Vater als Lehrer arbeitete. Er besuchte dort auch kurzzeitig die gymnasiale Oberstufe, brach sie jedoch mit der Mittleren Reife ab. Im Anschluss lernte er zwei Jahre Zahntechnik, brach die Lehre jedoch auf Anraten seines Lehrherrn ab. Danach arbeitete er unter anderem als Verkäufer im „Husumer Kaufhaus“, unterhielt zeitweise einen privaten Kindergarten in Husum, arbeitete aber auch auf dem Bau und fuhr zur See. Nach einem anschließenden Studium der Sozialpädagogik begann er eine musikalische Karriere, indem er in Hamburg als Sänger der Gruppe Tornados (Vorgängerband der Gruppe Lake) auftrat.

### Musikalische Anfänge
Hartz’ musikalische Karriere begann im Alter von dreizehn Jahren im Hamburger Star-Club mit Auftritten in der „ersten weißen Soulband“. Seine Vorbilder waren unter anderem Otis Redding und James Brown.

### Markenzeichen
Unverwechselbar war seine markante raue Stimme, die stark an Joe Cocker erinnerte. 1982 kam für ihn der Durchbruch mit dem Titel Die weißen Tauben sind müde. Nach dem Album Sturm folgten dann die Singles Nur Steine leben lang und 1984 Musik aus der Ferne, die von Christoph Busse komponiert und getextet wurden. Insgesamt veröffentlichten die beiden in der Zeit von 1982 bis 1987 fünf Alben. Die Nachfolgealben erreichten nicht mehr den gleichen Erfolg wie das Debüt, so dass er mit seiner Frau zeitweise „Die Fledermaus“ betrieb, eine Kneipe in Friedrichstadt.
Im Jahr 1991 feierte Hartz mit dem Titel Sail Away auch international einen großen Erfolg, der es in Deutschland auf über 1,6 Millionen verkaufter Tonträger brachte – nicht zuletzt dank der Verwendung des Songs in der Fernsehwerbung für Beck’s-Bier. Nachdem Hartz sich mit dem Unternehmen zerstritten hatte, beschloss dessen Marketingabteilung, den Song 1995 mit Joe Cocker neu aufzunehmen und diesen fortan in ihren Werbefilmen zu verwenden.
Im Jahr 2000 scheiterte der Versuch einer großen Hallen-Comebacktournee. Schon der Kartenvorverkauf für ein Testkonzert im Oktober 2000 im Bonner Brückenforum verlief schleppend. Hartz’ letzte Auftritte fanden vor kleinerem Publikum in Club-Atmosphäre statt. Letzter Höhepunkt seiner Karriere waren seine Auftritte als Balladensänger bei den Störtebeker-Festspielen in Ralswiek auf Rügen im Jahr 2002. Im selben Jahr erschien auch Echt HARTZig, sein letztes Album bei seinem letzten Plattenproduzenten Allmusica Production, Hamburg. Im selben Jahr starb Hans Hartz an den Folgen von Lungenkrebs. Hartz wurde auf dem Hauptfriedhof in Frankfurt am Main, Gewann XIV 9, beigesetzt.

## Trivia

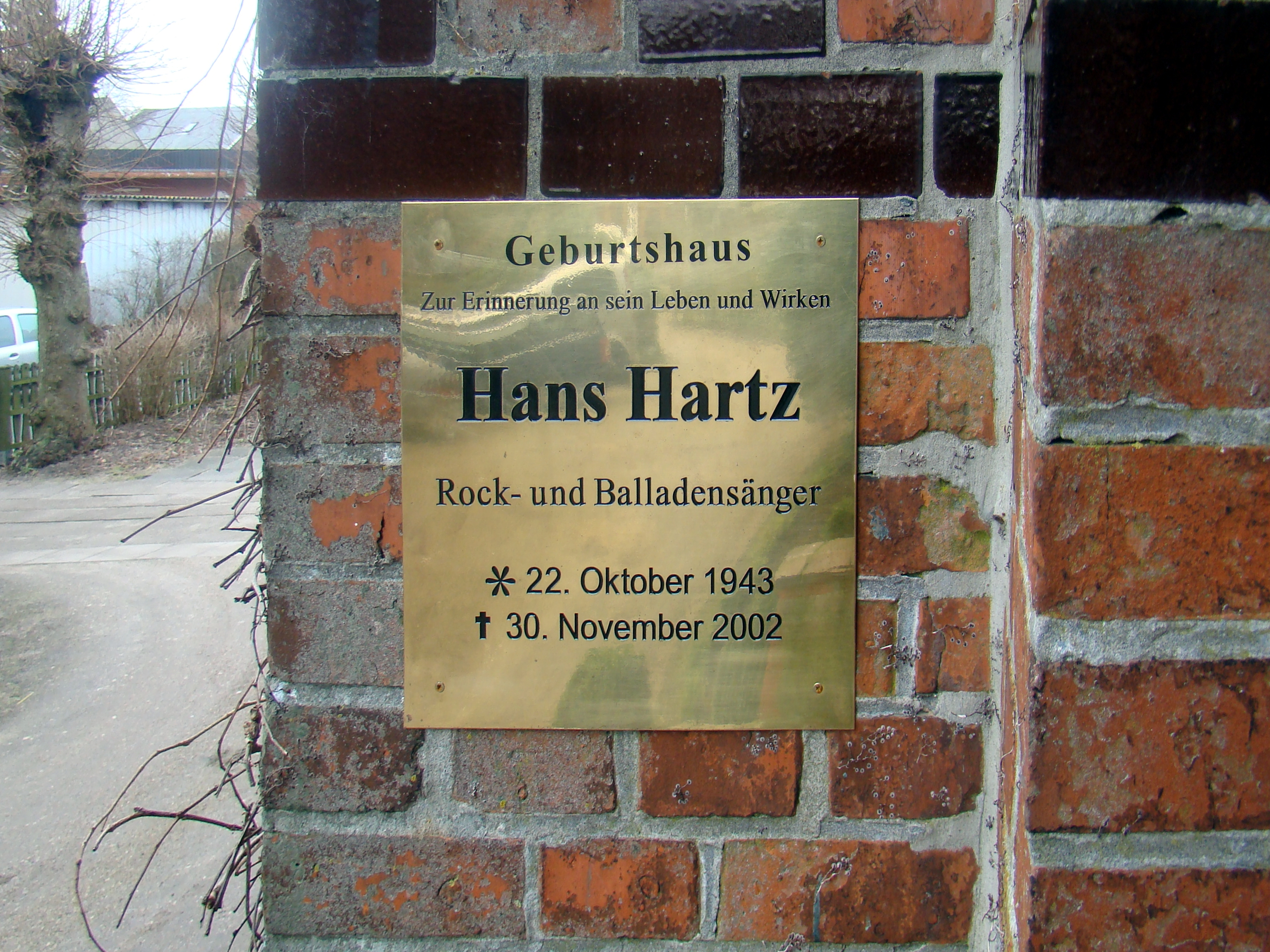
Gedenktafel am Geburtshaus von Hans Hartz

Für drei Folgen der NDR-TV-Serie Schwarz Rot Gold der 1980er Jahre wurden die Titel Unser Land, Wenn Millionäre schlafen gehn und Was bleibt sind die Politiker verwendet.
Zu seinem ersten Todestag 2003 veröffentlichte seine Plattenfirma das Album In Memory, das neben seinen großen Hits wie Die weißen Tauben sind müde und Sail Away mit Wilde Rosen oder Eiszeit bis dahin unveröffentlichtes Material enthielt. Auch Christoph Busse veröffentlichte anschließend eine CD mit unveröffentlichtem Archivmaterial aus seinem Privatbesitz unter dem Titel Wenn Möwen schreien.
Am 12. Mai 2013 wurde auf Initiative des Freundeskreises Hans Hartz am Gebäude seines Geburtshauses (heutiges Jugendaufbauwerk Mühlenstraße 21 in Lunden) eine Gedenktafel enthüllt. Sie wurde zunächst an der Außenwand des Kulturzentrums Husumer Speicher angebracht, wo die 30 cm × 30 cm große Messingplakette aufgrund eines Vetos der Denkmalbehörde nicht dauerhaft bleiben durfte. Daraufhin wurde sie im Flur des 1. Stockes im Gebäudeinnern installiert, wo sie kaum Aufmerksamkeit findet.

## Diskografie (Auswahl)
- 1982: Sturm! (Single: Die weißen Tauben sind müde)
- 1982: Storm (englische Ausgabe des Albums Sturm! – nur für den US-Markt)
- 1983: Gnadenlos! (Single: Nur Steine leben lang)
- 1984: Morgengrauen (Single: Ich lebe noch)
- 1985: Nackt im Wind (als Teil von Band für Afrika; Verkäufe: + 150.000[10])
- 1985: Grüne Mauer (Single; mit Heinz Rudolf Kunze, Udo Lindenberg, Hendrik Schaper & Rolf Zuckowski; Verkäufe: + 15.000[10])
- 1985: Neuland-Suite (Filmmusik zur gleichnamigen ARD-Produktion; Single: Musik aus der Ferne … Dacapos im Wind)
- 1986: Frei wie der Wind – Die Balladen
- 1987: Verrückt nach Dir
- 1989: Halt mich fest
- 1991: Katamaran (gemeinsam mit Bernd Kaczmarek)
- 1991: Sail Away
- 1993: Nordseewellen sind rauh (Maxi-Single)
- 1995: Gezeiten der Liebe (Filmmusik zur ZDF-TV-Serie)
- 1998: Kein Zuhaus
- 1998: Informationen zum Börsengang der infas Holding AG – vormals Hunzinger Information AG, Komponisten Hans Hartz und Wolfgang Bloch
- 1999: Der Wahnsinn blüht
- 2002: Echt HARTZig
- 2003: In Memory
- 2003: Wenn Möwen schreien
- 2010: Die weißen Tauben fliegen wieder